# Serie A2 1989-1990 (rugby a 15)
La serie A2 1989-90 fu il 56º campionato di seconda divisione di rugby a 15 in Italia.
Si tenne dall’8 ottobre 1989 al 5 maggio 1990 tra 12 squadre a girone unico e fu vinto dal Tarvisium, club di Treviso alla sua prima promozione in serie A1; insieme ai veneti fu promosso il Noceto; entrambe le squadre disputarono inoltre i play-off scudetto della serie A1 1989-90 ma furono eliminati al primo turno.
Le squadre dal terzo al sesto posto di A2 spareggiarono contro quelle dal settimo al decimo posto di A1 per tentare di salire in categoria superiore, mentre la novità fu lo spareggio tra le squadre dal settimo al decimo posto di A2 contro le quattro migliori piazzate dietro le promosse di serie B per mantenere il posto nella serie ed evitare la retrocessione.
In entrambe le serie di spareggio le squadre di A2 rimasero nella propria serie anche per la stagione successiva.
A retrocedere in serie B furono le ultime due classificate, Villorba e Belluno.

## Squadre partecipanti
| Club       | Sponsor        | Città           | Impianto interno   |
| ---------- | -------------- | --------------- | ------------------ |
| Belluno    |                | Belluno         | Safforze           |
| Benevento  |                | Benevento       | Stadio Pacevecchia |
| Casale     |                | Casale sul Sile | Stadio Eugenio     |
| Lyons      |                | Piacenza        | Stadio Beltrametti |
| Mirano     |                | Mirano          | Stadio di Rugby    |
| Noceto     |                | Noceto          | Stadio Nando Capra |
| Paganica   |                | L'Aquila        |                    |
| Partenope  |                | Napoli          | Stadio Collana     |
| Rugby Roma | Computer Block | Roma            | Stadio Tre Fontane |
| Tarvisium  |                | Treviso         | Campo San Paolo    |
| Viadana    |                | Viadana         | Stadio Zaffanella  |
| Villorba   |                | Villorba        |                    |

## Prima fase

### Risultati
|       | 1ª/12ª giornata        |       |
| ----- | ---------------------- | ----- |
| 21-15 | Belluno - Paganica     | 6-12  |
| 28-21 | Benevento - Casale     | 9-21  |
| 11-16 | Lyons - Paese          | 12-29 |
| 9-17  | Mirano - Tarvisium     | 16-16 |
| 9-16  | Rugby Roma - Noceto    | 3-15  |
| 15-15 | Villorba - Partenope   | 16-18 |
|       |                        |       |
|       | 4ª/15ª giornata        |       |
| 3-24  | Casale - Mirano        | 6-6   |
| 24-8  | Noceto - Paese         | 24-6  |
| 25-12 | Tarvisium - Belluno    | 12-22 |
| 22-18 | Villorba - Lyons       | 6-42  |
| 9-12  | Paganica - Rugby Roma  | 9-18  |
| 19-16 | Partenope - Benevento  | 12-17 |
|       |                        |       |
|       | 7ª/18ª giornata        |       |
| 36-10 | Lyons - Mirano         | 3-3   |
| 6-9   | Noceto - Casale        | 26-15 |
| 39-15 | Tarvisium - Paganica   | 6-23  |
| 34-13 | Rugby Roma - Partenope | 6-7   |
| 23-29 | Belluno - Benevento    | 20-37 |
| 34-21 | Paese - Villorba       | 15-21 |
|       |                        |       |
|       | 10ª/21ª giornata       |       |
| 12-15 | Belluno - Paese        | 18-22 |
| 33-15 | Benevento - Paganica   | 12-18 |
| 39-16 | Lyons - Rugby Roma     | 21-22 |
| 10-12 | Mirano - Noceto        | 21-17 |
| 9-4   | Partenope - Casale     | 19-13 |
| 6-20  | Villorba - Tarvisium   | 9-22  |

|       | 2ª/13ª giornata       |       |
| ----- | --------------------- | ----- |
| 29-19 | Casale - Belluno      | 30-13 |
| 22-9  | Noceto - Benevento    | 21-21 |
| 16-28 | Paese - Rugby Roma    | 12-13 |
| 26-21 | Paganica - Villorba   | 16-12 |
| 18-9  | Partenope - Mirano    | 9-21  |
| 22-10 | Tarvisium - Lyons     | 18-28 |
|       |                       |       |
|       | 5ª/16ª giornata       |       |
| 18-6  | Lyons - Paganica      | 21-21 |
| 9-22  | Noceto - Tarvisium    | 23-19 |
| 21-19 | Mirano - Benevento    | 25-6  |
| 15-10 | Rugby Roma - Casale   | 9-35  |
| 6-21  | Belluno - Villorba    | 10-21 |
| 19-13 | Paese - Partenope     | 3-24  |
|       |                       |       |
|       | 8ª/19ª giornata       |       |
| 9-23  | Benevento - Lyons     | 10-31 |
| 18-22 | Casale - Tarvisium    | 10-22 |
| 9-10  | Mirano - Belluno      | 60-19 |
| 15-6  | Paganica - Paese      | 0-24  |
| 10-6  | Partenope - Noceto    | 25-30 |
| 18-17 | Villorba - Rugby Roma | 8-44  |
|       |                       |       |
|       | 11ª/22ª giornata      |       |
| 22-13 | Casale - Villorba     | 0-43  |
| 29-16 | Noceto - Lyons        | 24-38 |
| 21-21 | Paese - Mirano        | 13-24 |
| 10-12 | Paganica - Partenope  | 6-24  |
| 29-21 | Rugby Roma - Belluno  | 24-4  |
| 26-3  | Tarvisium - Benevento | 19-21 |

|       | 3ª/14ª giornata        |       |
| ----- | ---------------------- | ----- |
| 24-12 | Belluno - Noceto       | 24-40 |
| 19-9  | Benevento - Villorba   | 10-18 |
| 8-14  | Lyons - Partenope      | 12-16 |
| 19-3  | Mirano - Paganica      | 17-0  |
| 22-3  | Paese - Casale         | 6-11  |
| 16-20 | Rugby Roma - Tarvisium | 0-12  |
|       |                        |       |
|       | 6ª/17ª giornata        |       |
| 24-10 | Casale - Lyons         | 3-22  |
| 16-25 | Benevento - Rugby Roma | 16-18 |
| 23-9  | Tarvisium - Paese      | 21-6  |
| 15-27 | Villorba - Mirano      | 24-32 |
| 31-12 | Paganica - Noceto      | 18-42 |
| 19-6  | Partenope - Belluno    | 10-6  |
|       |                        |       |
|       | 9ª/20ª giornata        |       |
| 43-0  | Lyons - Belluno        | 27-12 |
| 40-12 | Noceto - Villorba      | 62-19 |
| 21-13 | Paese - Benevento      | 10-31 |
| 10-10 | Paganica - Casale      | 28-18 |
| 56-12 | Rugby Roma - Mirano    | 9-28  |
| 25-0  | Tarvisium - Partenope  | 10-9  |

### Classifica
|  |     | Squadra    | G  | V  | N | P  | PF  | PS  | P±   | B | Pt |
|  | --- | ---------- | -- | -- | - | -- | --- | --- | ---- | - | -- |
|  | 1.  | Tarvisium  | 22 | 16 | 1 | 5  | 438 | 274 | 164  | 0 | 33 |
|  | 2.  | Noceto     | 22 | 15 | 1 | 6  | 512 | 369 | 143  | 0 | 31 |
|  | 3.  | Partenope  | 22 | 14 | 1 | 7  | 315 | 292 | 23   | 0 | 29 |
|  | 4.  | Rugby Roma | 22 | 13 | 0 | 9  | 423 | 357 | 66   | 0 | 26 |
|  | 5.  | Mirano     | 22 | 11 | 4 | 7  | 424 | 332 | 92   | 0 | 26 |
|  | 6.  | Lyons      | 22 | 11 | 2 | 9  | 489 | 332 | 157  | 0 | 24 |
|  | 7.  | Paese      | 22 | 9  | 1 | 12 | 333 | 383 | −50  | 0 | 19 |
|  | 8.  | Casale     | 22 | 8  | 2 | 12 | 326 | 370 | −44  | 0 | 18 |
|  | 9.  | Paganica   | 22 | 8  | 2 | 12 | 306 | 403 | −97  | 0 | 18 |
|  | 10. | Benevento  | 22 | 8  | 1 | 13 | 384 | 438 | −54  | 0 | 17 |
|  | 11. | Villorba   | 22 | 7  | 1 | 14 | 370 | 515 | −145 | 0 | 15 |
|  | 12. | Belluno    | 22 | 4  | 0 | 18 | 308 | 541 | −233 | 0 | 8  |

## Play-offA1/A2
|  | Play-off |                 |          |    |    |  |
|  |          |                 |          |    |    |  |
|  | A1/7     | Petrarca        | Petrarca | 20 | 13 |  |
|  | A2/6     | Lyons           | Lyons    | 14 | 3  |  |
|  | A1/8     | Parma           | Parma    | 19 | 27 |  |
|  | A2/5     | Mirano          | Mirano   | 7  | 9  |  |
|  | A1/9     | Calvisano       | 24       | 9  | 19 |  |
|  | A2/4     | Rugby Roma      | 6        | 15 | 9  |  |
|  | A1/10    | Amatori Catania | 26       | 19 | 16 |  |
|  | A2/3     | Partenope       | 3        | 28 | 6  |  |

## Play-outA2/B
|  | Play-out |                 |    |    |    |  |
|  |          |                 |    |    |    |  |
|  | A2/7     | Paese           | 18 | 19 | 37 |  |
|  | B6       | Bologna         | 18 | 13 | 31 |  |
|  | A2/8     | Casale          | 15 | 15 | 30 |  |
|  | B5       | Tre Pini Padova | 3  | 11 | 14 |  |
|  | A2/9     | Paganica        | 30 | 31 | 61 |  |
|  | B4       | Amatori Parma   | 6  | 7  | 13 |  |
|  | A2/10    | Benevento       | 35 | 21 | 56 |  |
|  | B3       | Frascati        | 21 | 4  | 25 |  |

## Verdetti
- Tarvisium e Noceto: ammesse ai play-off scudetto serie A1 1989-90
- Tarvisium e Noceto: promosse direttamente in serie A1 1990-91
- Villorba e Belluno: retrocesse in serie B 1990-91